# 硫酸軟骨素蛋白聚醣

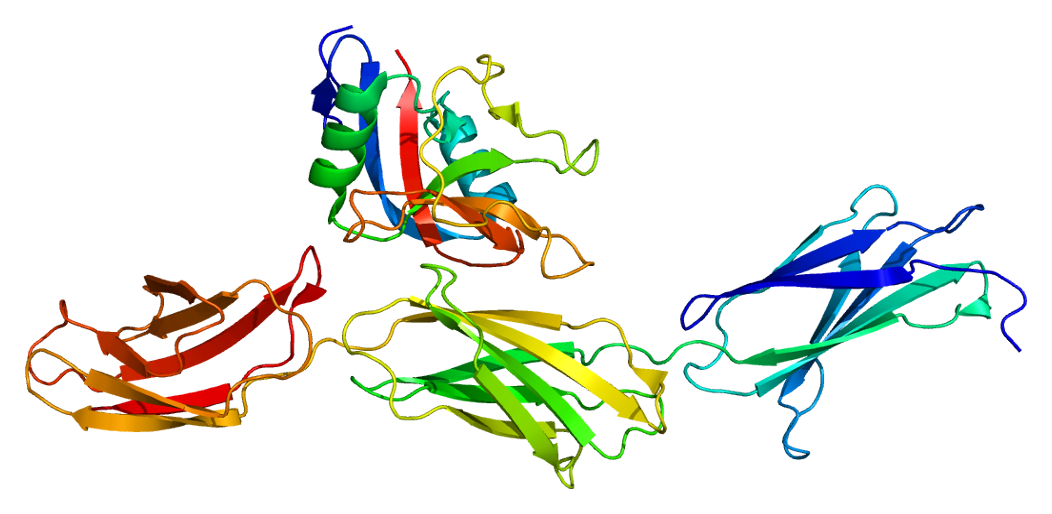
聚集蛋白聚醣(aggrecan，又称硫酸軟骨素蛋白聚醣1）的蛋白核心結構

硫酸軟骨素蛋白聚糖（英語：chondroitin sulfate proteoglycan，CSPGs）又稱硫化軟骨蛋白聚醣，是硫酸软骨素與蛋白聚醣結合的產物，在腦部中調控神經系統的發育與生長，它能抑制神經纖維的再生。

## 外部連結
- 蛋白聚醣的定性及生物活性之研究 （页面存档备份，存于）